# Municipio de Washington (condado de Sevier)
El municipio de Washington (en inglés: Washington Township) es un municipio ubicado en el condado de Sevier en el estado estadounidense de Arkansas. En el año 2010 tenía una población de 354 habitantes y una densidad poblacional de 2,68 personas por km².

## Geografía
El municipio de Washington se encuentra ubicado en las coordenadas 33°49′16″N 94°2′18″O / 33.82111, -94.03833. Según la Oficina del Censo de los Estados Unidos, el municipio tiene una superficie total de 132.2 km², de la cual 102,4 km² corresponden a tierra firme y (22,54 %) 29,79 km² es agua.

## Demografía
Según el censo de 2010, había 354 personas residiendo en el municipio de Washington. La densidad de población era de 2,68 hab./km². De los 354 habitantes, el municipio de Washington estaba compuesto por el 65,25 % blancos, el 30,51 % eran afroamericanos, el 0,56 % eran asiáticos, el 1,41 % eran de otras razas y el 2,26 % eran de una mezcla de razas. Del total de la población el 1,69 % eran hispanos o latinos de cualquier raza.